# Rio Ferdinand

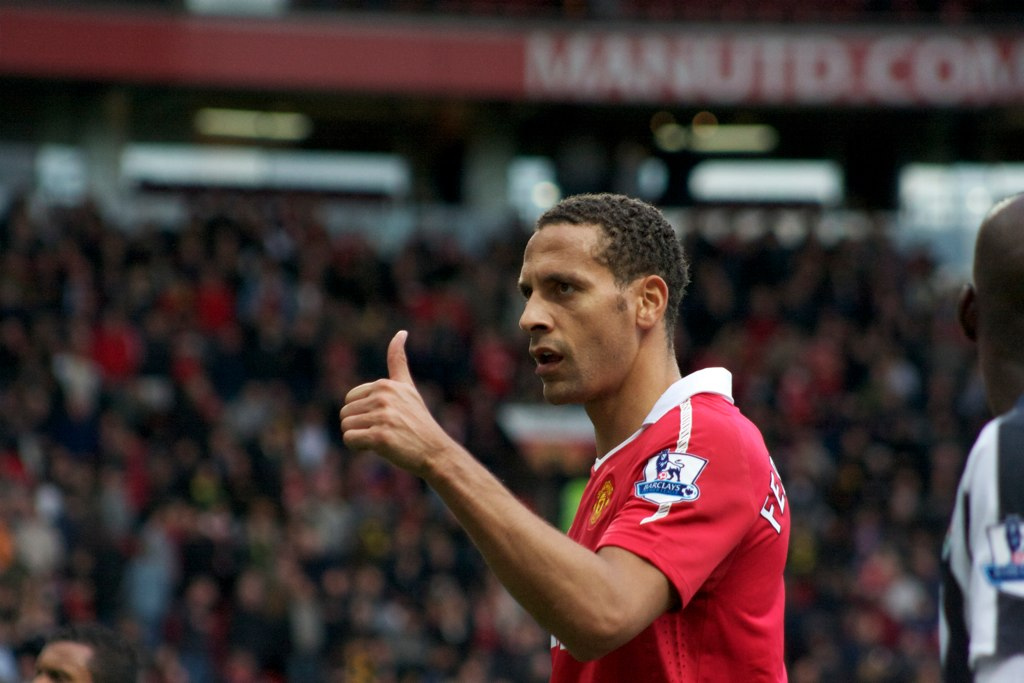
Ferdinand w październiku 2010 r.

Rio Gavin Ferdinand (ur. 7 listopada 1978 w Londynie) – angielski piłkarz, który grał na pozycji środkowego obrońcy. W latach 1997–2013 występował w reprezentacji Anglii, kilkukrotnie w roli kapitana. Uczestnik Mistrzostw Świata w 1998, 2002 i 2006 roku. 6-krotny zwycięzca Premier League oraz w sezonie 2007/08 Ligi Mistrzów.

## Kariera klubowa
Jest wychowankiem West Hamu, w którym zadebiutował w wieku 17 lat. W 1996 przez krótki czas grał w Bournemouth, aby jednak w tym samym roku powrócić do West Hamu i wywalczyć z drużyną FA Youth Cup. Rok później zadebiutował w reprezentacji Anglii w meczu przeciwko Kamerunowi, stając się wówczas najmłodszym obrońcą w historii reprezentacji. Jego potencjał piłkarski przyciągnął Leeds United, a kwota transferu wyniosła 18 mln £. Spędził dwa sezony w klubie, stał się kapitanem drużyny i doszedł do półfinału Ligi Mistrzów w 2001 roku.
W 2002 dołączył do Manchesteru United za 30 mln £, stając się najdroższym obrońcą w historii futbolu. W swoim pierwszym sezonie zdobył mistrzostwo Anglii. Sezon później nie poddał się kontroli antydopingowej, za co został wykluczony na osiem miesięcy. Ominęło go pół sezonu i Euro 2004. Po powrocie załapał się do pierwszej drużyny. Został wybrany do PFA Drużyna Roku cztery razy w przeciągu pięciu lat.
Po dwunastu latach występów w United w maju 2014 postanowił odejść z klubu.
Z Manchesterem United zdobył:
- mistrzostwo Anglii (2003, 2007, 2008, 2009, 2011, 2013)
- Puchar Anglii (2004),
- Puchar Ligi Angielskiej (2006) (2010),
- Puchar Europy (2008),
- Klubowe mistrzostwa świata (2008).

30 maja 2015 roku ogłosił zakończenie kariery.

## Kariera reprezentacyjna
W 1997 zadebiutował w reprezentacji Anglii w meczu z Kamerunem (2:2). Był powoływany do gry w reprezentacji na trzy kolejne turnieje mistrzostw świata (1998, 2002 i 2006). Swoją pierwszą bramkę jako reprezentant strzelił w 2002 podczas meczu 1/8 finału Mistrzostw Świata przeciwko reprezentacji Danii. Łącznie w reprezentacji rozegrał 72 mecze i strzelił 3 gole.

## Statystyki
| Klub                | Sezon              | Liga  | Liga | Puchar | Puchar | Puchar ligi | Puchar ligi | Europa | Europa | Inne  | Inne | Razem | Razem |
| Klub                | Sezon              | Mecze | Gole | Mecze  | Gole   | Mecze       | Gole        | Mecze  | Gole   | Mecze | Gole | Mecze | Gole  |
| West Ham United     | 1995/96            | 1     | 0    | 0      | 0      | 0           | 0           | 0      | 0      | 0     | 0    | 1     | 0     |
| West Ham United     | 1996/97            | 15    | 2    | 1      | 0      | 1           | 0           | 0      | 0      | 0     | 0    | 17    | 2     |
| Bournemouth (wyp.)  | 1996/97            | 10    | 0    | 0      | 0      | 0           | 0           | 0      | 0      | 1     | 0    | 11    | 0     |
| West Ham United     | 1997/98            | 35    | 0    | 6      | 0      | 5           | 0           | 0      | 0      | 0     | 0    | 46    | 0     |
| West Ham United     | 1998/99            | 31    | 0    | 1      | 0      | 1           | 0           | 0      | 0      | 0     | 0    | 33    | 0     |
| West Ham United     | 1999/00            | 33    | 0    | 1      | 0      | 3           | 0           | 3      | 0      | 6     | 0    | 46    | 0     |
| West Ham United     | 2000/01            | 12    | 0    | 0      | 0      | 2           | 0           | 0      | 0      | 0     | 0    | 14    | 0     |
| West Ham United     | Razem              | 127   | 2    | 9      | 0      | 12          | 0           | 3      | 0      | 6     | 0    | 157   | 2     |
| Leeds United        | 2000/01            | 23    | 2    | 2      | 0      | 0           | 0           | 7      | 1      | 0     | 0    | 32    | 3     |
| Leeds United        | 2001/02            | 31    | 0    | 1      | 0      | 2           | 0           | 7      | 0      | 0     | 0    | 41    | 0     |
| Leeds United        | Razem              | 54    | 2    | 3      | 0      | 2           | 0           | 14     | 1      | 0     | 0    | 73    | 3     |
| Manchester United   | 2002/03            | 28    | 0    | 3      | 0      | 4           | 0           | 11     | 0      | 0     | 0    | 46    | 0     |
| Manchester United   | 2003/04            | 20    | 0    | 0      | 0      | 0           | 0           | 6      | 0      | 1     | 0    | 27    | 0     |
| Manchester United   | 2004/05            | 31    | 0    | 5      | 0      | 1           | 0           | 5      | 0      | 0     | 0    | 42    | 0     |
| Manchester United   | 2005/06            | 37    | 3    | 2      | 0      | 5           | 0           | 8      | 0      | 0     | 0    | 52    | 3     |
| Manchester United   | 2006/07            | 33    | 1    | 7      | 0      | 0           | 0           | 9      | 0      | 0     | 0    | 49    | 1     |
| Manchester United   | 2007/08            | 35    | 2    | 4      | 0      | 0           | 0           | 11     | 1      | 1     | 0    | 51    | 3     |
| Manchester United   | 2008/09            | 24    | 0    | 3      | 0      | 1           | 0           | 11     | 0      | 4     | 0    | 43    | 0     |
| Manchester United   | 2009/10            | 13    | 0    | 0      | 0      | 1           | 0           | 6      | 0      | 1     | 0    | 21    | 0     |
| Manchester United   | 2010/11            | 19    | 0    | 2      | 0      | 1           | 0           | 7      | 0      | 0     | 0    | 29    | 0     |
| Manchester United   | 2011/12            | 15    | 0    | 1      | 0      | 0           | 0           | 4      | 0      | 1     | 0    | 21    | 0     |
| Manchester United   | 2012/13            | 26    | 0    | 2      | 0      | 0           | 0           | 4      | 0      | 0     | 0    | 32    | 0     |
| Manchester United   | 2013/14            | 14    | 0    | 1      | 0      | 1           | 0           | 7      | 0      | 0     | 0    | 23    | 0     |
| Manchester United   | Razem              | 310   | 6    | 30     | 0      | 14          | 0           | 92     | 1      | 8     | 0    | 443   | 7     |
| Queens Park Rangers | 2014/15            | 11    | 0    | 1      | 0      | 0           | 0           | 0      | 0      | 0     | 0    | 12    | 0     |
| Queens Park Rangers | Razem              | 11    | 0    | 1      | 0      | 0           | 0           | 0      | 0      | 0     | 0    | 12    | 0     |
| Łącznie w karierze  | Łącznie w karierze | 512   | 10   | 43     | 0      | 28          | 0           | 108    | 2      | 15    | 0    | 706   | 12    |

## Życie prywatne
Urodził się w piłkarskiej rodzinie: brat Anton Ferdinand jest także obrońcą, a kuzyn Les Ferdinand to były napastnik reprezentacji Anglii.
W latach 1999–2000 spotykał się z Emmą Bunton członkini zespołu Spice Girls.
Ferdinand ma dwóch synów: Lorenza i Tate'a oraz córkę Tię z małżeństwa z Rebeccą Ellison, która 2 maja 2015 zmarła na raka piersi. Obecnie jest w związku z Kate Wright, z którą zaręczył się w 2018.
We wrześniu 1997 r. Ferdinand został skazany za jazdę pod wpływem alkoholu i otrzymał roczny zakaz prowadzenia pojazdów. Przeprowadzono u niego badanie alkomatem po jeździe rano po wieczornym wyjściu i stwierdzono, że miał o jeden promil więcej niż dopuszczalna norma. W sierpniu 2020 Ferdinandowi zakazano prowadzenia pojazdów przez sześć miesięcy po tym, jak przyznał się do przekroczenia prędkości na A27 w Hangleton w Hove. Ferdinand miał jechać z prędkością 85 mil na godzinę. Nakazano mu zapłatę łącznie 822 funtów grzywny.